# سیارک ۶۰۴

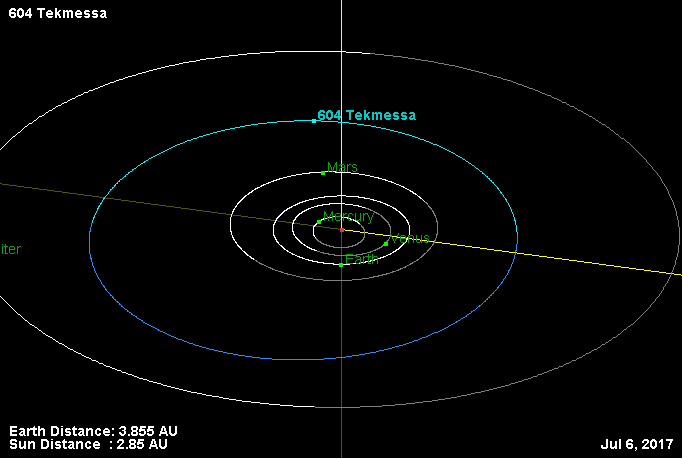
نمایی از محل قرارگیری سیارک ۶۰۴ در مدار – ۲۰۱۷

سیارک ۶۰۴ (به انگلیسی: 604 Tekmessa، نامگذاری:1906TK) ششصد و چهارمین سیارک کشف شده‌است که در ۱۶ فوریه ۱۹۰۶ کشف شد.
قدر مطلق سیارک برابر ۹٫۲۰ است.